# Los de Fuego
Los de Fuego (también conocida como Sandro y Los de Fuego) fue una de las primeras bandas argentinas de rock and roll. Formada en 1960, se la considera una de las agrupaciones precursoras del llamado rock argentino con su líder, Sandro.

## Biografía
El grupo se formó en 1960 con el nombre de Los Caniches de Oklahoma y grabó como primer sencillo (una demo), un rock en español de autoría de Sandro, con el título de Comiendo rosquitas calientes en el Puente Alsina.
Al principio Sandro integraba el grupo como guitarrista y una de las voces. Luego fue dejando la guitarra hasta convertirse en el cantante líder y figura prominente del grupo. En 1963 comenzaron a llamarse Sandro y Los de Fuego, con la siguiente formación oficial: Sandro (voz y armónica), Juan José Sandri (guitarra principal), Enrique Irigoytía (guitarra rítmica), Héctor Centurión (voz y bajo), Armando “Cacho” Luján (batería).
En ese entonces el rock and roll ya estaba instalado en Argentina. A los primeros ídolos del rock, como Elvis Presley, Little Richard, Jerry Lee Lewis y Bill Haley, se habían sumado bandas locales como Eddie Pequenino con Mr. Roll & Sus Rockers y artistas y agrupaciones de rock latinas que cantaban en español, como Billy Cafaro y Los Dukes en la Argentina, Ritchie Valens y La Bamba en California, y sobre todo mexicanos, como Los Teen Tops, Los Blue Caps y Los Locos del Ritmo y decenas de otros. En esa década comenzaron a llegar también las bandas de la llamada invasión británica, entre las que se destacaban los Rolling Stones y sobre todo Los Beatles.
Los de Fuego comenzaron a hacer versiones de los clásicos del rock anglosajón, pero en español. Hicieron muchas versiones del rock anglosajón de Los Beatles (Anochecer de un día agitado, Es una mujer, Perseguiré al sol, Desde mi ventana, Ámame, Boleto para pasear), algunas de Elvis Presley (Eres el demonio disfrazado, Mentes sospechosas, Melodía desencadenada, Llorando en la capilla, Mi oración), algunas de Chuck Berry (Música de Rock and Roll), Dave Clark Five (Alcáncennos si pueden), Ray Charles (Qué dije), The Animals (La casa del sol naciente), Bob Dylan (Soplando en el viento), Roy Orbison (Volando sobre dos ruedas), Little Richard (Tutti Frutti), Jerry Lee Lewis (Hay mucha agitación), Tom Jones (Dalila). También hizo baladas latinas, como Dulce de Alejandro Chemica, y Miguel e Isabel de Luis Aguilé. Y lo que es más importante, también canciones de rock compuestas por el mismo Sandro: Los brazos en cruz, El trovador, Solo y sin ti, Queda poco tiempo, Ave de Paso.
El grupo se destacó por el estilo de canto, vestimenta y movimientos que adoptó Sandro, abiertamente inspirado en Elvis, que luego alcanzaría una identidad personal que lo convertirían en uno de los cantantes latinos más famosos del mundo.
En 1964 grabaron Hay mucha agitación y aparecen en unas exitosas actuaciones en la televisión de Argentina, en los Sábados Circulares de Nicolás Mancera. Sandro se vestía y se movía a lo Elvis; esos movimientos escénicos levantaron todo tipo de polémica y lo mantuvieron al borde de la censura. Sánchez imitaba los primeros tiempos de Elvis, lo que le valió el apodo de "el Elvis criollo" o "el Elvis latino", terminando su show después de saltar de un lado hacia el otro y tirándose por el suelo sobre sus rodillas. Con su rock le hacía mover el cuerpo a la gente a toda máquina, gritos, llantos, desmayos, contando con la admiración de la juventud de la época y con el horror de los tangueros. Sus actuaciones en los Sábados Circulares levantaron todo tipo de polémicas, aumentaron el interés por el grupo, subieron el rating y las ventas de discos.
Existe un video en blanco y negro que es el que utilizan cuando quieren recordar la época roquera de Sandro con Los de Fuego en sus deslumbrantes actuaciones en los Sábados Circulares de Pipo Mancera, que perdura como parte de la película Convención de Vagabundos de 1965.
En 1966 Sandro comenzó a orientar su carrera como cantante exclusivamente solista y con un estilo más melódico y romántico, que llevó a la disolución de la banda.

## Discografía
- Presentando a Sandro -compilado en CD que contenía los primeros simples-(1963)
- Al calor de Sandro con Los de Fuego (1964)
- Sandro y los de Fuego (1965)
- Al calor de Sandro y los de Fuego (1965)